# Assis Brasil
Assis Brasil, amtlich Município de Assis Brasil, ist eine brasilianische Gemeinde im Bundesstaat Acre und liegt im Dreiländereck Peru-Bolivien-Brasilien.
Die Kleinstadt hat nach der Volkszählung 2022 8100 Einwohner, die Assis-Brasilienser genannt werden. Die Einwohnerzahl wurde nach der Schätzung des IBGE vom 1. Juli 2021 auf 7649 Bewohner berechnet. Die Fläche beträgt 4972 km², die Bevölkerungsdichte 1,6 Personen pro km². Die Entfernung zur Hauptstadt Rio Branco beträgt 319 km.

## Geographische Lage

Assis Brasil im Dreiländereck mit Bolivien (Bolpebra) und Peru (Iñapari).

Der Ort bildet mit San Pedro de Bolpebra in Bolivien und Iñapari in Peru das Dreiländereck Bolivien-Peru-Brasilien. Sie liegt linksseitig des Rio Acre.
Die internationale Brücke Ponte da Integração über den Rio Acre verbindet mit Peru.

## Klima
Die Gemeinde hat tropisches Klima, Aw nach der Klimaklassifikation nach Köppen und Geiger. Die Durchschnittstemperatur ist 24,8 °C. Die durchschnittliche Niederschlagsmenge liegt bei 1623 mm im Jahr.

## Geschichte
Der Ort ging aus einer 1908 urbar gemachten Gummibaumpflanzung hervor. 1958 wurde er zu Ehren von Joaquim Francisco de Assis Brasil in Vila de Assis Brasil benannt und erhielt am 1. März 1963 die Stadtrechte.

## Stadtverwaltung
Bei den Kommunalwahlen in Brasilien 2016 wurde Antonio Barbosa de Sousa von der Partido da Social Democracia Brasileira (PSDB), für die Amtszeit von 2017 bis 2020 zum Stadtpräfekten (Bürgermeister) gewählt. Sein Nachfolger in der Amtszeit von 2021 bis 2024 nach den Kommunalwahlen in Brasilien 2020 ist Jerry Correia Marinho mit dem Listennamen „Professor Jerry“.

## Ethnische Zusammensetzung
Ethnische Gruppen nach der statistischen Einteilung des IBGE (Stand 2000 mit 3490 Einwohnern, Stand 2010 mit 6072 Einwohnern): Von diesen lebten 2010 3700 Einwohner im städtischen Bereich und 2372 im ländlichen Raum und Regenwaldgebiet.
| Gruppe      | Anteil 2000 | Anteil 2010 | Anmerkung                        |
| ----------- | ----------- | ----------- | -------------------------------- |
| Brancos     | 699         | ▲ 1.638     | Weiße, Nachfahren von Europäern  |
| Pardos      | 2.531       | ▲ 3.486     | Mischrassige, Mulatten, Mestizen |
| Pretos      | 201         | ▲ 277       | Schwarze                         |
| Amarelos    | 50          | ▲ 140       | Asiaten                          |
| Indígenas   | 176         | ▲ 541       | indigene Bevölkerung             |
| ohne Angabe | 14          | –           |                                  |